# 长寿命裂变产物
長壽命裂變產物一般指由核裂變反應产生的、半衰期超過20萬年的放射性物質。這並非精確的科學定義，比如有人把某些半衰期在20年至100年間的裂變產物也稱作長壽命裂變產物。另外的人則主張把這些半衰期在20年-100年間的裂變產物稱作中等壽命裂變產物。

## 核廢料放射性的來源
核廢料中含有裂變產物，還含有錒系元素，以及中子活化后的放射性元素（又稱為激活产物）。

### 短壽命裂變產物
剛出堆的乏燃料在短期内具有極強的放射性，這種放射性大多來源於裂變產物中的短壽命裂變產物，比如碘-131（半衰期=8.0197天）和鋇-140（半衰期=12.7523天）。四個月之後，上述兩種核素的強放射性基本消失，取而代之的是鈰-141、鋯-95、鈮-95和鍶-89。兩到三年之後，放射性主要來源於鈰-144、鐠-144、釕-106、銠-106和鉕-147。
當反應堆或者乏燃料發生核泄漏時，只會有部分核素外泄。這種泄漏的同位素特徵和大氣層核爆炸完全不同。

### 中等壽命裂變產物
乏燃料經過幾年的冷卻之後，大部分放射性源自銫-137和鍶-90。二者在裂變反應中的產額大概都是6%，半衰期都在30年左右。其他半衰期在30年左右的核素要麽反應產額低，要麽在反應堆中經中子俘獲而被轉變成其他核素（比如釤-151、銪-155和鎘-113m），因此對乏燃料的放射性貢獻不大。在幾年到幾百年的時間裏，乏燃料的放射性基本可以認爲就是銫-137和鍶-90的放射性，可以通過二者指數衰變的疊加來模擬。它們被稱為中等壽命裂變產物。
氪-85（半衰期=10.76年）也算是中等壽命裂變產物。但它的情形和銫-137和鍶-90有所不同。氪-85是一种惰性氣體，不會在大氣圈、岩石圈或者水圈富集。因此在現有再處理流程中，氪-85可以直接排放到大氣中。在美國和其他一些國家，乏燃料在再處理之前一般要經過幾十年的冷卻。到了再處理的時候，大部分氪-85已經經衰變而消失。

### 錒系元素
當銫-137和鍶-90大部分衰變后，乏燃料的放射性主要來源於錒系元素，最重要的有鈈-239、鈈-240、鎇-241、鎇-243、鋦-245和鋦-246。這些元素可以經再處理回收，用作裂變燃料。分離這些元素后，在1,000-100,000年左右乏燃料的放射性會大大降低。鈈-239可以直接用於現有的熱中子反應堆。量比較小的鎇-241和鈈-242則可以在快中子反應堆中轉化成其他核素。

### 長壽命裂變產物
100,000年以後，裂變產物將以七種核素爲主，兼有少量鎿-237和鈈-242。這七種核素的半衰期在20萬年到1600萬年之間。主要產物鍀-99、鋯-93和銫-135的產額在6%左右，其衰變能在100-300千電子伏特之間，一部分表現為β輻射，另一部分則以無害的中微子形式釋放。錒系元素以α衰變爲主，衰變能在4-5兆電子伏特。
- 鍀-99是長壽裂變產物中產額較高的，為6%左右。它釋放出低到中等能量的電子，沒有γ輻射。因此只要不攝入體内，對生物不構成太大的風險。但鍀可以被氧化為高鍀酸鹽（TcO4-），溶解度好，被廣泛用於核醫學。[11][12]鍀-99在環境中遷移性比較大。據説已有數以噸計的鍀-99因人類活動進入環境。[13]

- 錫-126衰變能較大，而且是七種長壽裂變產物中唯一能釋放高能γ射綫的核素。但是這種核素產額很低。如果反應堆以鈾-235為燃料，在乏燃料中，每單位時間錫-126釋放出的能量是鍀-99的5%；如果反應堆以鈾-235（65%）和鈈-239（35%）為燃料，在乏燃料中，每單位時間錫-126釋放出的能量是鍀-99的20%。錫化學性質比較惰性，不易在環境中遷移，因此對人類健康影響不大。

- 硒-79的產額很低，輻射也很弱。每單位時間硒-79釋放出的能量是鍀-99的0.2%。

- 鋯-93的產額在6%左右，其衰變比鍀-99慢7.5倍，衰變能只是鍀-99的30%。因此起始時乏燃料中的鋯-93釋放的能量只是鍀-99的4%。但其能量貢獻會隨著時間而增加。鋯-93產生極弱的γ輻射，在環境中也相對惰性。

- 銫-135的前体氙-135產額在6%左右，但吸收熱中子的能力很強。因此大部分氙-135嬗變為穩定同位素氙-136，只有少部分衰變為銫-135。假定90%的氙-135發生嬗變，起始時乏燃料中的銫-135釋放的能量只是鍀-99的1%。銫-135是七種長壽裂變產物中唯一一種鹼金屬，具有强电正性。相比之下，主要的中等壽命裂變產物和除鎿之外的錒系元素都是鹼性。銫-135具有揮發性，可以用高溫揮發的辦法分離。[14]

- 鈀-107的半衰期很長，產額在1%左右。如果以鈈-239為燃料，鈀-107的產率比用鈾-235為燃料時要高。其放射性很弱。起始時乏燃料中的鋯-93釋放的能量只是鍀-99的萬分之一。鈀屬貴金屬，化學性質不活潑。

- 碘-129半衰期在七種長壽裂變產物中最長：1570萬年。它放射性也很弱，起始時乏燃料中的鋯-93釋放的能量只是鍀-99的1%。但放射性碘卻對生物構成重大的核威脅，因爲碘是許多生物必須的微量元素之一。碘-131在碘同位素中放射性最強，危害也最大。

## 七種長壽裂變產物的放射性隨時間的變化
如果反應堆以鈾-235為燃料，在乏燃料中，每單位時間其它六種核素釋放出的縂能量是鍀-99的10%；如果反應堆以鈾-235（65%）和鈈-239（35%）為燃料，在乏燃料中，每單位時間其它六種核素釋放出的縂能量是鍀-99的25%。
乏燃料冷卻1000年后，中等壽命裂變產物銫-137和鍶-90的放射性降低到和長壽裂變產物持平的水平。如果錒系元素沒有分離的話，將比中等壽命裂變產物和長壽裂變產物的放射性更強。
乏燃料冷卻100萬年后，鍀-99的放射性將首次低於鋯-93。300萬年后，鋯-93的衰變能將低於碘-129。
因爲鍀-99和碘-129對生物危害較大，但同時有較大的中子反應截面，有人正在考慮用核嬗變的方式將它們轉化為危害較小的核素以除去。